# 像舒治
像舒治，唐代避唐高宗名諱，改作像舒理, 史上第一位有記載的鄧至首領。他统治白水, 自立为王。